# Chondria (alga)

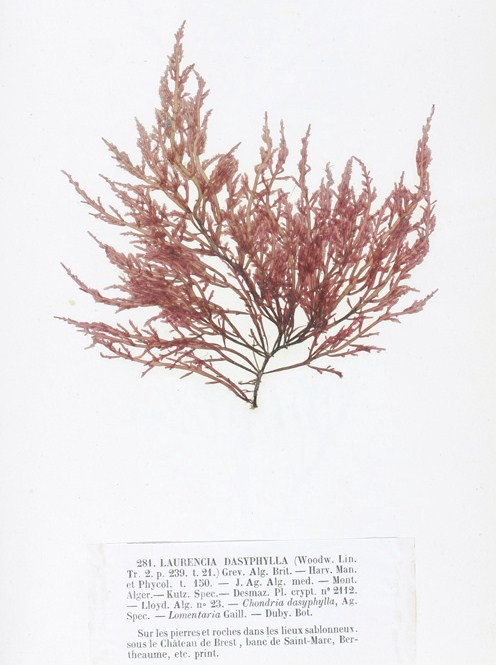
Chondria dasyphylla

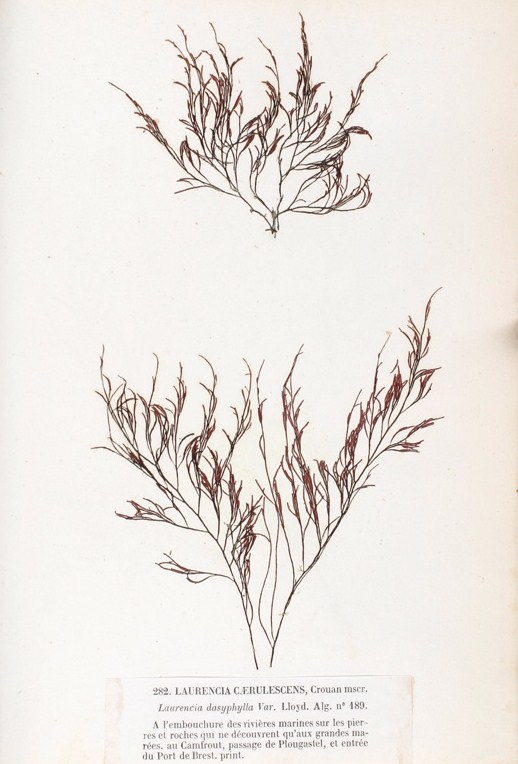
Chondria coerulescens

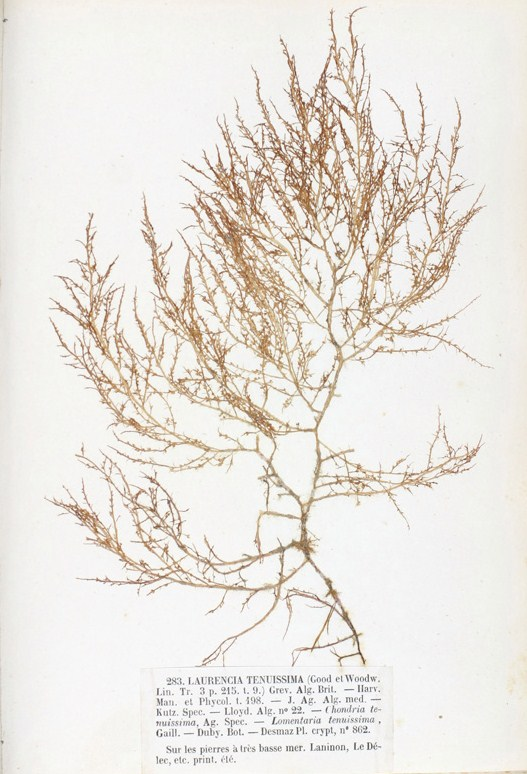
Chondria capillaris

Chondria es un género de algas rojas pluricelulares perteneciente a la familia  Rhodomelaceae. Incluye numerosas especies de tamaños muy variables con talo que puede oscilar desde algunos mm de longitud hasta 1 metro. La especie tipo del género es Chondria tenuissima.

## Especies
- Chondria acanthophora
- Chondria acrorhizophora
- Chondria angustata
- Chondria angustissima
- Chondria arborescens
- Chondria arcuata
- Chondria armata var. plumaris
- Chondria armata
- Chondria articulata var. linearis
- Chondria articulata var. gracilis
- Chondria atropurpurea
- Chondria baileyana
- Chondria bernardii
- Chondria boryana
- Chondria botryoides
- Chondria bulbosa
- Chondria bullata
- Chondria californica
- Chondria capensis
- Chondria capillaris
- Chondria capreolis
- Chondria cartilaginea
- Chondria chejuensis
- Chondria clarionensis
- Chondria clavata
- Chondria clavata var. dendroides
- Chondria clavellosa var. lyngbyei
- Chondria clavellosa
- Chondria cnicophylla
- Chondria coerulescens
- Chondria collinsiana
- Chondria complanata
- Chondria compressa
- Chondria concrescens
- Chondria confusa
- Chondria constricta
- Chondria corallorhiza
- Chondria cornuta
- Chondria corynephora
- Chondria crassicaulis
- Chondria curdieana
- Chondria curvilineata
- Chondria dangeardii
- Chondria dasyphylla var. pyrifera
- Chondria dasyphylla var. intermedia
- Chondria dasyphylla f. floridana
- Chondria dasyphylla var. sedifolia
- Chondria dasyphylla var. stellata
- Chondria dasyphylla
- Chondria debilis
- Chondria decidua
- Chondria decipiens
- Chondria decumbens
- Chondria delilei
- Chondria densa
- Chondria econstricta
- Chondria expansa
- Chondria filiformis
- Chondria flexicaulis
- Chondria floridana
- Chondria foliifera
- Chondria forsteri
- Chondria furcata
- Chondria fusifolia
- Chondria glandulifera
- Chondria glomerata
- Chondria hamulosa
- Chondria hapteroclada
- Chondria harveyana
- Chondria hieroglyphica
- Chondria hypnoides
- Chondria hypoglossoides
- Chondria incrassata
- Chondria incurva
- Chondria infestans
- Chondria intertexta
- Chondria intricata
- Chondria iridescens
- Chondria lanceolata
- Chondria lancifolia
- Chondria laxa
- Chondria leptacremon
- Chondria littoralis
- Chondria macrocarpa
- Chondria mageshimensis
- Chondria mairei
- Chondria minutula
- Chondria minutula
- Chondria muscoides
- Chondria muscoides var. turneri
- Chondria myriopoda
- Chondria nana
- Chondria nidifica
- Chondria nodae
- Chondria obtusa var. virgata
- Chondria obtusa var. gracilis
- Chondria obtusa var. paniculata
- Chondria obtusa var. paniculata
- Chondria obtusa var. patentiramea
- Chondria obtusa
- Chondria obtusa var. gracilis
- Chondria oppositiclada
- Chondria opuntia
- Chondria opuntia
- Chondria opuntioides
- Chondria ovalifolia
- Chondria ovalis var. obovata
- Chondria papillosa
- Chondria parvula
- Chondria pellucida
- Chondria pinnatifida
- Chondria pinnatifida var. elata
- Chondria platyclada
- Chondria platyclada
- Chondria platyramea
- Chondria polyrhiza
- Chondria pumila
- Chondria pungens
- Chondria pusilla
- Chondria pusilla
- Chondria pygmaea
- Chondria rainfordii
- Chondria ramentacea
- Chondria ramosissima
- Chondria ramulosa
- Chondria repanda
- Chondria repens
- Chondria riparia
- Chondria rubra
- Chondria ryukyuensis
- Chondria sanguinea
- Chondria scintillans
- Chondria secundata
- Chondria sedifolia
- Chondria seticulosa
- Chondria sibogae
- Chondria simpliciuscula
- Chondria stolonifera
- Chondria striolata
- Chondria subfasciculata
- Chondria subsecunda
- Chondria succulenta
- Chondria suprabulbosa
- Chondria tenuissima var. striolata
- Chondria tenuissima var. baileyana
- Chondria tenuissima var. uncinata (
- Chondria tenuissima
- Chondria tenuissima f. californica
- Chondria tenuissima f. divergens
- Chondria tenuissima var. minuta
- Chondria transversalis
- Chondria umbellula
- Chondria usnea
- Chondria uvaria
- Chondria vermicularis
- Chondria verticillata
- Chondria viticulosa
- Chondria wrightii
- Chondria xishaensis